# Ordine di Chula Chom Klao
L'Illustrissimo Ordine di Chula Chom Klao (in thailandese เครื่องราชอิสริยาภรณ์ จุลจอมเกล้า) è un ordine cavalleresco del Regno della Thailandia.

## Storia
L'Ordine venne fondato il 16 novembre 1873 da re Rama V del Siam per celebrare il 90º anniversario dell'ascesa al trono della dinastia Chakri a cui egli apparteneva. Il colore rosa del nastro è inoltre il colore tradizionalmente associato al martedì, giorno di nascita del re Rama V.

## Classi
L'Ordine è suddiviso al suo interno in 8 classi, con distinzione tra maschi e femmine. Molte delle classi sono a loro volta suddivise in sottoclassi. Durante il 50º anniversario della sua ascesa al trono il re Bhumibol promosse tutti i membri di questo ordine che fossero stati insigniti dal suo predecessore, il re Rama VIII, al rango superiore.
- I classe
  - Cavaliere di Gran Cordone (classe speciale, numero di membri illimitato ma concessione estremamente rara, riservata prevalentemente ai capi di Stato stranieri)
  - Cavaliere/Dama di Gran Croce (limitato a 30 maschi e 20 femmine)
- II classe
  - Gran Commendatore/Dama di Gran Commenda (limitato a 200 maschi e 100 femmine)
  - Commendatore/Dama di Commenda (limitato a 250 maschi e 100 femmine)
- III classe
  - Gran Compagno (limitato a 250 maschi)
  - Compagno (limitato a 200 maschi e 250 femmine)
  - Giovane Compagno (limitato a 100 maschi)
- IV classe
  - Membro (limitato a 150 femmine)

| Nastri                    |                              |                                         |                               |
| Cavaliere di Gran Cordone | Cavaliere/Dama di Gran Croce | Gran Commendatore/Dama di Gran Commenda | Commendatore/Dama di Commenda |
| Gran Compagno             | Compagno                     | Giovane Compagno                        | Membro                        |

## Insegne

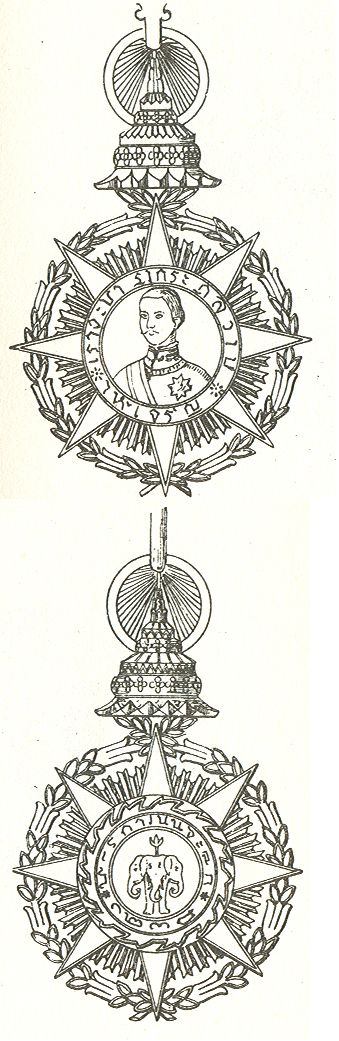
Pendente dell'Ordine

L'insegna completa di ciascun membro dell'Ordine comprende i seguenti oggetti:
- Pendente - Il pendente varia nei disegni a seconda delle classi.
- Fascia - Per i cavalieri è portato trasversalmente dalla spalla sinistra al fianco destro mentre per le donne essa serve per sostenere il pendente sulla spalla sinistra.
- Placca - La placca varia nei disegni a seconda delle classi.
- Collare: Il collare consiste in sedici cifre reali del re Rama V in smalti rosa alternate a diciassette rosette. il centro del collare presenta un medaglione ovale con gli elefanti Airavata, smaltati in bianco, con una corona d'oro ed una stella fiammeggiante sul tutto. Il medaglione è sostenuto su ciascun lato da un leone con un parasole reale. L'intera decorazione è sormontata da archi bianchi.
- Medaglia: La medaglia, assegnata ai membri più giovani, è un disco in argento. Al centro esso presenta il ritratto del re Rama V circondato da una cornice in rilievo nella quale è inscritto il motto traducibile con "Manterrò la mia famiglia reale". La medaglia è affiancata e sormontata da una corona con una stella fiammeggiante. Il retro della medaglia rappresenta gli elefanti Airavata che portano il tridente, simbolo siamese. Il tutto è circondato da un Chakra e da foglie d'oro. La medaglia viene portata sospesa al nastro rosa sulla parte sinistra del petto.

## Titoli
- I maschi e le donne non maritate insignite dell'Ordine godono del titolo di "Khun" (คุณ - koon)
- Le donne sposate o dame di gran croce o dame di gran commenda godono del titolo di "Than Phuying" (ท่านผู้หญิง - tâan pôo yĭng)
- Le donne sposate dame di commenda o inferiori hanno il titolo di "Khun Ying" (คุณหญิง - koon yĭng)

## Ereditarietà dell'Ordine
- I Cavalieri di Gran Cordone possono trasmettere la loro onorificenza per via patrilineare maschile, ma la decorazione fa ritorno allo stato quando una famiglia si estingue nella linea maschile.
- I Cavalieri di Gran Croce, Gran Commendatori e Commendatori possono far ereditare alla loro morte la loro onorificenza per una generazione al proprio figlio maschio primogenito o al diretto successore di questi.

## Insigniti notabili
- Federico IX di Danimarca - Cavaliere di Gran Cordone
- Olav V di Norvegia - Cavaliere di Gran Cordone
- Baldovino del Belgio - Cavaliere di Gran Cordone
- Harald V di Norvegia - Cavaliere di Gran Cordone
- Federico X di Danimarca - Cavaliere di Gran Croce
- Silvia Sommerlath - Dama di Gran Croce